# Woodiellantha sympetala
Woodiellantha sympetala är en kirimojaväxtart som först beskrevs av Elmer Drew Merrill, och fick sitt nu gällande namn av Stephan Rauschert. Woodiellantha sympetala ingår i släktet Woodiellantha och familjen kirimojaväxter. Inga underarter finns listade i Catalogue of Life.